# Distrito electoral de Ford (condado de Scotts Bluff, Nebraska)
Ford (en inglés: Ford Precinct) es un distrito electoral ubicado en el condado de Scotts Bluff en el estado estadounidense de Nebraska. En el Censo de 2010 tenía una población de 1508 habitantes y una densidad poblacional de 14,64 personas por km².

## Geografía
Ford se encuentra ubicado en las coordenadas 41°58′29″N 103°55′31″O / 41.97472, -103.92528. Según la Oficina del Censo de los Estados Unidos, Ford tiene una superficie total de 103.02 km², de la cual 102.75 km² corresponden a tierra firme y (0.26%) 0.26 km² es agua.

## Demografía
Según el censo de 2010, había 1508 personas residiendo en Ford. La densidad de población era de 14,64 hab./km². De los 1508 habitantes, Ford estaba compuesto por el 93.5% blancos, el 0.13% eran afroamericanos, el 1.39% eran amerindios, el 0.53% eran asiáticos, el 3.38% eran de otras razas y el 1.06% pertenecían a dos o más razas. Del total de la población el 10.61% eran hispanos o latinos de cualquier raza.